# Il cameraman
Il Cameraman (The Cameraman) è un film del 1928 diretto da Edward Sedgwick e, non accreditato, Buster Keaton, che interpreta anche il protagonista Buster Shannon.
Primo film di Keaton distribuito dalla Metro-Goldwyn-Mayer, è conosciuto in Italia anche col titolo di Io… e la scimmia oppure Io e la scimmia.
Considerato uno dei capolavori di Keaton, una "summa Keatoniana (Robinson) (...) un  "film testamento" (Coursodon)", nel 2005 è stato scelto per la conservazione nel National Film Registry della Biblioteca del Congresso degli Stati Uniti.

## Trama

Una scena del film con al centro il protagonista Buster Keaton

Buster, un giovane ferrotipista ritrattista, si invaghisce di Sally, una segretaria del cinegiornale MGM. Nel tentativo di impressionare la ragazza, decide di diventare un cameraman del cinegiornale, impegnando la sua macchina fotografica e spendendo i suoi risparmi per l'acquisto di una vecchia cinepresa. Inizia così a filmare di tutto ma, a causa della sua inesperienza, le sue pellicole risultano sovraimpressionate e inutilizzabili per un cinegiornale. Buster viene deriso dagli altri cameraman e dallo stesso direttore del cinegiornale, oltre a non ottenere il posto di lavoro alla MGM. Sally lo incoraggia a riprovare e gli dà un importante suggerimento tecnico, Buster quindi le chiede di uscire la mattina seguente, domenica, per una passeggiata. Il giorno dopo i due passano insieme la giornata, tra piccole disavventure e contrattempi.
Il lunedì, di mattina presto, Buster è già negli uffici MGM, e riesce ad ottenere in anteprima una soffiata da Sally: qualcosa di grosso accadrà a Chinatown e potrebbe essere l'occasione giusta per Buster di entrare nel cinegiornale. Il neo-cameraman si reca nel quartiere ma, durante il tragitto, inciampa in un suonatore di organetto e la sua scimmia, travolgendoli. Il musicista, credendo morta la scimmia, come risarcimento la vende a Buster. L'animale invece si sveglierà e comincerà a tormentare il povero Buster durante le riprese di una sfilata cinese che si trasformerà in una vera e propria sparatoria tra tong rivali. La sua cinepresa filmerà tutto e, all'arrivo degli altri operatori, Buster sarà l'unico ad aver filmato l'evento. La dispettosa scimmietta, però, scambia il filmato con una pellicola vuota, facendo fare così una magra figura a Buster quando si presenta alla MGM. Buster viene quindi cacciato dagli studi e Sally subisce una dura reprimenda dal direttore per aver comunicato la soffiata al ragazzo e non agli operatori del cinegiornale.
Il cameraman tuttavia non si arrende: si reca a una famosa regata newyorkese per riprendere tutto il possibile. Proprio in quel frangente si accorge di aver sempre avuto con sé la pellicola che la scimmietta aveva tolto dalla macchina a Chinatown. Durante le riprese, sopraggiunge un motoscafo che vira bruscamente e sbalza fuoribordo i due conducenti: sono Sally e uno degli operatori del cinegiornale, rivale in amore di Buster. Sally rischia di essere colpita dal motoscafo impazzito, mentre l'uomo si porta a riva noncurante delle difficoltà della donna nel mettersi in salvo. Buster non esita a buttarsi in acqua e porta a riva la donna, salvandola, ma mentre va a cercare delle medicine in una farmacia vicina per farla riprendere dallo shock, lei si risveglia tra le braccia del rivale in amore di Buster. La ragazza crede che sia stato il rivale di Buster a salvarla e l'uomo approfitta della situazione per entrare nelle sue grazie. Buster, di ritorno dalla farmacia, vede Sally andar via abbracciata all'uomo e decide quindi di arrendersi, tornando al suo vecchio lavoro: riscatta la sua macchina fotografica e spedisce la pellicola alla MGM.
Ricevuta così la pellicola, gli operatori e il direttore del cinegiornale MGM, per farsi due risate a spese di Buster, decidono di guardarla. Scoprono ben presto, con stupore, di avere il filmato della sparatoria a Chinatown. Nel finale vedono anche le immagini della regata e il salvataggio di Sally da parte di Buster che era stato ripreso fortunatamente dalla scimmietta. Sally, presente alla proiezione, scopre quindi la verità riguardo al suo salvataggio e si dimostra furiosa nei riguardi del rivale di Buster. Il direttore della MGM è entusiasta delle riprese e manda subito Sally a cercare Buster, per offrirgli un posto da cameraman. La donna rintraccia subito Buster, lo ringrazia per ciò che ha fatto per lei e gli comunica che alla MGM non vedono l'ora di accoglierlo con tutti gli onori.

## Colonna sonora
Nei primi anni 2000 il compositore statunitense Arthur Barrow ha composto una nuova colonna sonora per il film.